# Hvidstengruppen

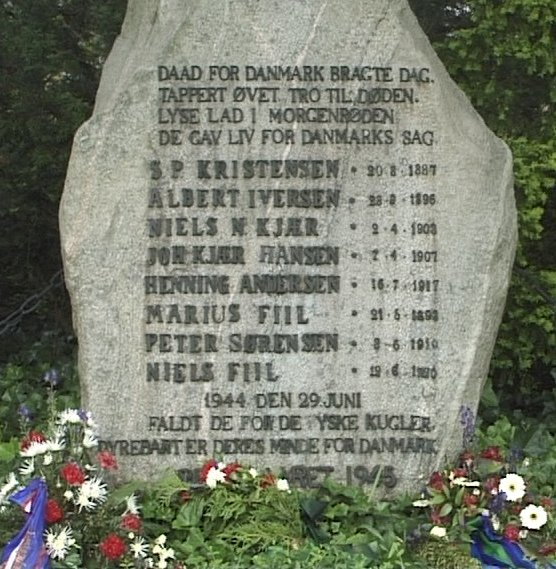
Minnessten över avrättade medlemmar av Hvidstengruppen.

Hvidstengruppen var en dansk motståndsgrupp under andra världskriget. Namnet härrör från värdshuset "Hvidsten Kro" mellan Randers och Mariager på Jylland, där gruppen bildades.
Gruppens uppgift var att ta emot vapen och sprängämnen som brittiska flygvapnet släppte från Halifax-flygplan över Danmark, för att sedan vidarebefordra dessa till andra motståndsgrupper som BOPA och Holger Danske. Nedsläppen annonserades med hemliga koder maskerade till "hälsningar" i slutet av BBC:s särskilda nyhetssändningar till Danmark under kriget.
Hvidstengruppen grundades 1943 och fanns fram till 1944 då dess medlemmar arresterades av Gestapo efter att en tillfångatagen brittisk agent under tortyr hade lämnat uppgifter om gruppen.
Den 18 mars 1944 publicerades nyheten om deras arrestering i motståndstidningen De frie Danske (De fria Danska).
I april 1944 rapporterade De frie Danske att kroägare Marius Fiil tillsammans med flera andra arresterade ifrån Hvidsten hade överförts från Randers till Vestre Fängelse i Köpenhamn.
Åtta medlemmar av gruppen, däribland världshusvärden Marius Fiil, hans son Niels Fiil samt hans svärson Peter Sörensen, dömdes till döden och avrättades i Ryvangen den 29 juni 1944.